# 龜崙嶺車站
25°00′06.24″N 121°21′42.21″E / 25.0017333°N 121.3617250°E
龜崙嶺車站，是一座曾存在於台灣清治時期、台灣日治時期的鐵道車站，位於今台灣桃園市龜山區。

## 歷史
台灣清領時期鐵路建設，自基隆起迄新竹止，長106.7公里，設16車站。計有基隆、八堵（今之七堵）、五堵、水返腳（汐止）、南港、錫口（松山）、臺北、海山口（新莊）、打類坑（塔寮坑，今之迴龍）、龜崙嶺（龜山）、桃仔園（桃園）、中壢、頭重溪（楊梅北方）、大湖口（湖口）、鳳山崎（山崎、新豐）至新竹站。
- 1887年：臺北基隆間築路時，臺北火車站站址設於大稻埕河溝頭（今臺北市立聯合醫院中興院區與塔城街附近）。
- 1888年：由臺北南下經大橋頭跨越淡水河至海山口（新莊），桃仔園迄至新竹鐵路相繼施工，於光緒19年（1893年）11月修達新竹。
- 1893年11月：台北－新竹間竣工。[2]
- 1894年1月23日：舉行通車典禮[1]。

台灣日治初年，將劉銘傳時代所建的基隆至新竹鐵道進行改線，1899年5月，原經大稻程河溝頭、海山口鐵路，改經艋舺（萬華）、枋橋（板橋）、樹林、山仔橋（山佳）、鶯歌石（鶯歌），接桃仔園（桃園）南下。1901年（明治卅四年）基隆至桃仔園的改良線先行通車。此時已廢大稻埕經新莊、龜崙嶺的原線，改走艋舺、樹林、鶯歌至桃仔園。

## 外部連結
- 清代鐵路走向 - Google Maps